# Guerra anti-Fengtian
La guerra anti-Fengtian (pinyin: Fan Feng Zhan Zheng) fu l'ultima grande guerra civile all'interno del governo Beiyang settentrionale della Repubblica di Cina prima della Spedizione del Nord. Durò dal novembre 1925 all'aprile 1926 e fu condotta dal Guominjun contro la Cricca del Fengtian e i loro alleati della Cricca di Zhili. La guerra si concluse con la sconfitta del Guominjun e la fine del governo esecutivo provvisorio. La guerra è anche conosciuta come guerra Guominjun-Fengtian o terza guerra Zhili-Fengtian.

## Causa
Il risultato finale della seconda guerra Zhili-Fengtian aveva portato alla creazione di un governo esecutivo provvisorio a Pechino nel mese di novembre 1924, in cui un informale triumvirato formato dal signore della guerra del Fengtian Zhang Zuolin, dal comandante del Guominjun Feng Yuxiang e dal signore della guerra comandante della cricca di Anhui Duan Qirui. La posizione di Duan come capo di Stato era semplicemente formale dato che la sua cricca era stata quasi distrutta. Il suo piccolo esercito di guardie del corpo operò all'interno della capitale che ora governava in senso figurato.
Zhang era il più forte dei tre leader e controllava le ricche province del nord-est. L'esercito più piccolo di Feng controllava il nord-ovest più povero. In quanto tale, l'accordo di condivisione del potere tra i due era destinato a fallire: Zhang era un monarchico sostenuto dal Giappone, mentre Feng si dilettava con la politica radicale, il cristianesimo e l'idealismo rivoluzionario con il sostegno sovietico. Duan, privo di una propria base di potere, provò a mettere l'uno contro l'altro per mantenere un certo controllo.
Durante l'estate del 1925 sia Zhang che Feng iniziarono a sollecitare l'aiuto del loro ex nemico, il comandante della cricca di Zhili, Wu Peifu. Nel ribollire ancora di rabbia e risentiamo per il precedente tradimento di Feng durante il Colpo di Pechino, Wu suggellò un'alleanza con Zhang a novembre. Questa alleanza sarebbe durata fino alla sconfitta di entrambe le cricche durante la Spedizione del Nord nel 1928.

## Corso
Nell'ottobre del 1925 Guo Songling, comandante di divisione della cricca del Fengtian, disertò nelle file del Guominjun di Feng. Dal 22 novembre iniziò ad assediare Mukden, la capitale della cricca del Fengtian. Chiang Kai-shek cercò di convincere Sun Chuanfang a disertare, anche se al Kuomintang. Sun, che era affiliato alla cricca di Zhili di Wu Peifu, era un obiettivo molto importante; avendo recentemente combattuto contro gli eserciti di Zhang, era apertamente infelice per la sua forzata alleanza con la cricca Fengtiana. Egli tuttavia rifiutò ed eseguì gli emissari di Chiang. Chiang reagì a sua volta eseguendo gli emissari di Sun.
Una lotta per il potere si stava svolgendo anche tra le file del Kuomintang. Wang Jingwei, rivale di Chiang Kai-shek per il controllo assoluto del Partito Nazionalista, propose di mandare Chiang da Feng Yuxiang come suo consigliere. Chiang vide in questo un tentativo di distaccarlo dalla sua base di Whampoa e rifiutò.
Il 24 dicembre, in un sorprendente capovolgimento di fortuna, l'assedio di Mukden di Guo fu rotto e il generale assassinato. Il Guominjun iniziò a emorragare soldati, sia da combattimento che da diserzione, mentre tentava di tenere a bada gli eserciti combinati di Wu Peifu, Zhang Zuolin, Li Jinglin e Zhang Zongchang. A gennaio Feng si dimise da signore della guerra e si trasferì in Unione Sovietica per studi. Il Giappone sostenne le forze di Zhang, fornendo direttamente supporto aereo e navale. Durante un attacco di artiglieria sulle forze del Guominjun, i civili furono uccisi, provocando proteste a Pechino, represse nel "massacro del 18 marzo". Sebbene Duan espresse il suo rimorso per la brutale azione, il Guominjun lo rimosse dal suo incarico il mese successivo.
Ad aprile, per placare la cricca di Zhili, il Guominjun liberò l'ex presidente Cao Kun, che era stato arrestato da Feng nel 1923. Wu non rispose. Il giovane maresciallo Zhang Xueliang fece entrare il suo esercito nella capitale e le truppe di Wu arrivarono poco dopo. Saccheggiarono la città, causando molto caos e portando al collasso di gran parte della burocrazia del governo Beiyang. Pechino non si riprenderà completamente fino alla sua occupazione da parte dei nazionalisti nel 1928.
Le truppe del Guominjun cercarono di fuggire attraverso lo Shanxi, ma qui la cricca di Shanxi guidata da Yan Xishan mantenne una rigorosa politica di neutralità e attaccò tutti i soldati che avevano invaso i confini. Yan, un ex membro del Tongmenghui, era solidale con il Guominjun ma non voleva che la sua provincia fosse coinvolta in una guerra civile. Sarebbe andato a schierarsi con Feng durante la Spedizione del Nord e la Guerra delle Pianure centrali.

## Conseguenze
Sebbene occupassero congiuntamente Pechino, Zhang e Wu non potevano essere d'accordo su chi dovesse guidare il nuovo governo. Wu voleva riportare Cao alla presidenza, mentre Zhang suggeriva di restaurare l'ultimo imperatore della dinastia Qing, Pu Yi. Alla fine ricorsero a una serie di gabinetti intermedi di breve durata e impotenti; tuttavia, con la cricca di Zhili decimata, Zhang si occupò personalmente del governo come dittatore. Militarmente, la guerra aveva portato la cricca di Zhili a spostare gli eserciti verso nord, lasciando scoperti il fronte meridionale e la base industriale leggermente difesi contro gli eserciti sottovalutati del Kuomintang. Ciò risultò cruciale quando, nel luglio del 1926, il Kuomintang lanciò la Spedizione del Nord. Il resto del Guominjun che si estendeva a nord-ovest di Pechino si sarebbe fuso con l'Esercito Rivoluzionario Nazionale quando il Kuomintang arrivò a dominare quella zona.